# Vildt (film)
|  | Denne artikel er oprettet af botten Steenthbot ud fra en ekstern database. Den kan derfor have sproglige fejl eller mangler. Denne skabelon kan fjernes efter kontrol af indholdet. |

Vildt er en dansk kortfilm fra 2004 instrueret af Julie Bille efter eget manuskript.

## Handling
Det er Cecilies fødselsdag, og hun har sammen med sin kæreste Erik inviteret sin gamle veninde Marie op i sommerhuset med hendes nye kæreste Joakim. Alt er perfekt ' vejret, huset, frokostbordet og haven. Men Joakim har mere med i bagagen end tøj til weekenden.

## Medvirkende
- Kasper Leisner, Joakim
- Rikke Plauborg, Marie
- Barbara Hesselager, Cecilie
- Asbjørn Agger, Erik